# Svend Erik Stybe
Svend Erik Stybe (5. juni 1919 – 13. august 1995) var en dansk idéhistoriker.
Svend Erik Stybe blev født i Ågerup tæt ved Hedehusene. Efter faderens landbrug i 1920'erne gik dårligt og måtte sælges, flyttede familien til Roskilde. I 1936 fik han realeksamen fra Roskilde kommunes Realskole, og kom derefter i boghandlerlære hvor han blev udlært boghandler. Efterfølgende flyttede han til København for at studere videre. Han fik studentereksamen fra Akademisk Kursus i 1942, og samtidig med at han arbejdede i Ejnar Munksgaards Internationale Boghandel, studerede han privat filosofi ved siden af. I 1946 blev han manuduktør for filosofikumstuderende, og studerede selv videre på filosofihistorien. 1950 fik han magisterkonferens i filosofi, på et speciale om Rousseau.
Han var aktiv i modstandskampen under 2. verdenskrig som medlem af Region VI (København), København: Afsnit 8Ø , 5. Kompagni.
Stybe fortsatte studierne, særligt i fransk politisk tænkning i det 18. og 19. århundrede, men også dansk politisk tænkning, og i 1959 forsvarede han sin doktordisputats om Frederik Dreier. Disputatsen som blev udgivet under titlen Frederik Dreier – Hans liv, hans samtid og hans sociale tænkning er stadig den grundigste fremstilling af denne tænkers liv og virke. Samme år blev Stybe ansat som universitetsadjunkt ved Københavns Universitet. Han blev i 1962 amanuensis i filosofi, i 1967 docent og i 1970 blev han udnævnt til professor i filosofi, et embede han besad til han gik på pension i 1989.
Han udgav i 1961 Idéhistorie. Vor kulturs idéer og tanker i historisk perspektiv, beregnet som lærebog i idéhistorie for gymnasierne, og bogen er siden udkommet i flere oplag, og er stadig anvendt som lærebog i faget. Samme år var han redaktør på genudgivelsen af 3. og 4. bind af Hartvig Frischs Europas kulturhistorie.
I 1964 udkom bogen Demokratiets Principper, hvor Stybe næsten personligt fremlægger sine egne holdninger om demokratiet. I forbindelse med sin undervisning som filosofikumlærer udgav han bøger om Locke, Hobbes og Spinoza.
I sine år som professor arbejdede Stybe på et bredt værk om dansk idéhistorie, men udover første bind, som foreligger i manuskript, blev det aldrig færdiggjort. En omarbejdelse af noget af stoffet i dette første bind blev i 1976 udgivet under titlen Fra folkevækkelse til enevælde af Guds nåde. Den danske reformations idehistorie. I 1978 og 1981 udkom bind 1 og 2 af et mere koncist oversigtsværk Dansk idehistorie.
I forbindelse med Københavns Universitets 500-års jubilæum i 1979 udgav han bogen Universitet og åndsliv i 500 år samme år.
Han blev i 1949 gift med Vibeke Stybe (født 1922).